# Palais Berlitz
Pour les articles homonymes, voir Berlitz (homonymie).
Le palais Berlitz, anciennement palais de Hanovre, est un immeuble de bureaux parisien construit au début des années 1930 à l'emplacement du pavillon de Hanovre, démonté pour être remonté dans le parc de Sceaux. Il occupe un quadrilatère formé par le boulevard des Italiens, la rue Louis-le-Grand, la rue de La Michodière et la rue de Hanovre (2e arrondissement).

## Historique
L'immeuble actuel est édifié par l'architecte français Charles Lemaresquier (1870-1972), qui a réalisé d'autres immeubles du même style, tels que le siège de Félix Potin. Inauguré sous le nom de palais de Hanovre, il prend le nom de palais Berlitz quand l'école Berlitz d'enseignement des langues s'y installe peu après. Au rez-de-chaussée se trouvent des magasins. En juin 1932, dans la galerie commerciale, est inauguré un cinéma, « Le Berlitz », de 250 places, dessiné par l'architecte Maurice Gridaine et rebaptisé « Ciné Michodière » après guerre[réf. nécessaire]. Un dancing y est également installé, dont la décoration, aujourd'hui disparue, est un grand décor du peintre Alexandre Zinoview, peint en 1938.
L'immeuble possède aussi une salle d'exposition. Cette salle héberge sous l'occupation nazie une exposition antisémite intitulée Le Juif et la France (5 septembre 1941-15 janvier 1942).
Le 22 décembre 1950,  est inauguré un nouveau cinéma baptisé « Le Berlitz » en remplacement de l'ancienne salle de 1932 et de la salle d'exposition. Constitué d'une grande salle de 1 500 places (900 fauteuils dans l'orchestre et 600 fauteuils dans le vaste balcon), ce cinéma est conçu par Édouard Lardillier. La salle est décorée par le verrier et décorateur Robert Pansart. En 1977, le cinéma passe sous l'enseigne Gaumont et fait l'objet d'importants travaux de restructuration menés par Georges Peynet[réf. nécessaire]. Le 18 octobre 1978, le cinéma Gaumont-Berlitz rouvre avec six salles de tailles plus modestes : l’ancien orchestre est transformé dans une salle de 600 fauteuils (la salle 1) et cinq autres salles comprennent de 125 à 180 fauteuils. En 1979, une nouvelle salle est ajoutée et le cinéma est renommé Gaumont Opéra. En 1988, une des salles est détruite par un incendie après un attentat d'intégristes catholiques lors de la projection de La Dernière Tentation du Christ.
Au début des années 1990, l'intérieur est complètement réaménagé, seule la façade a été conservée. Quelques éléments de décoration de Robert Pansart subsistent toutefois dans le hall du cinéma dont l'entrée est déplacée au 32 rue Louis le Grand.
Après l'incendie du siège central du Crédit lyonnais en 1996, la banque y installe son agence centrale. La majeure partie des locaux est actuellement utilisée par le groupe bancaire BNP Paribas.

## Galerie

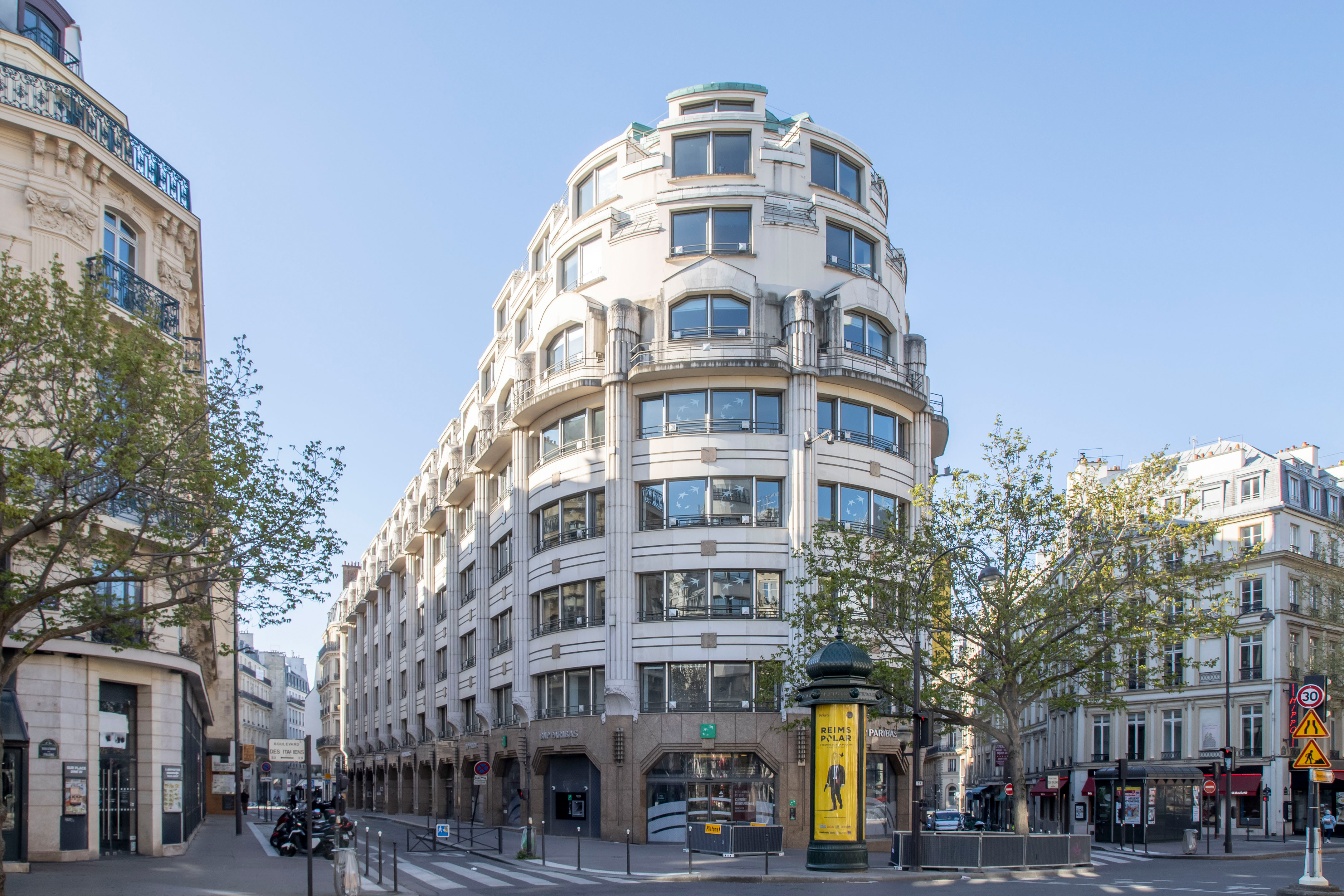
L'arrière du bâtiment, vu depuis le boulevard des Italiens.
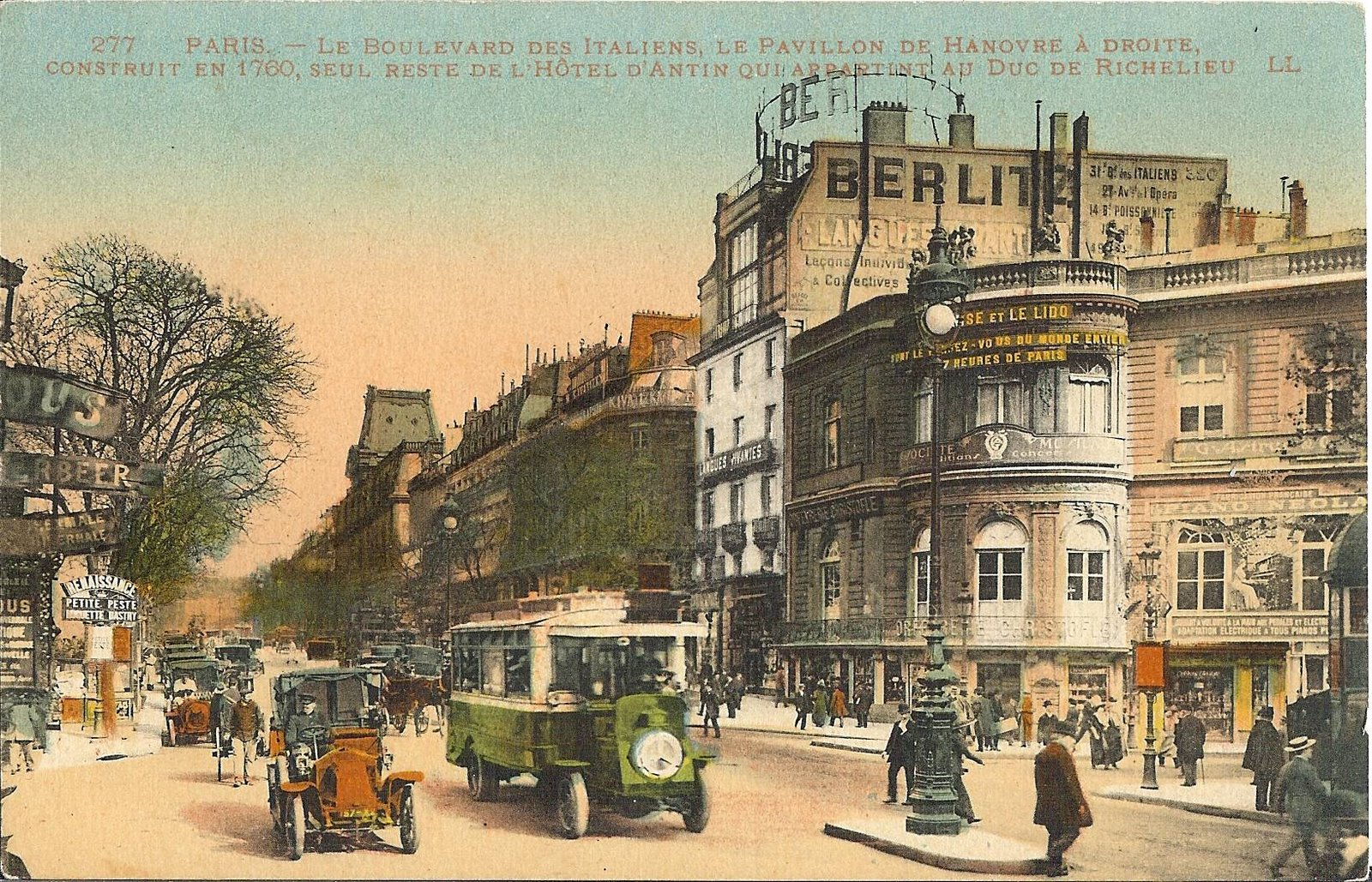
Le pavillon de Hanovre qui a été remplacé par le palais Berlitz.
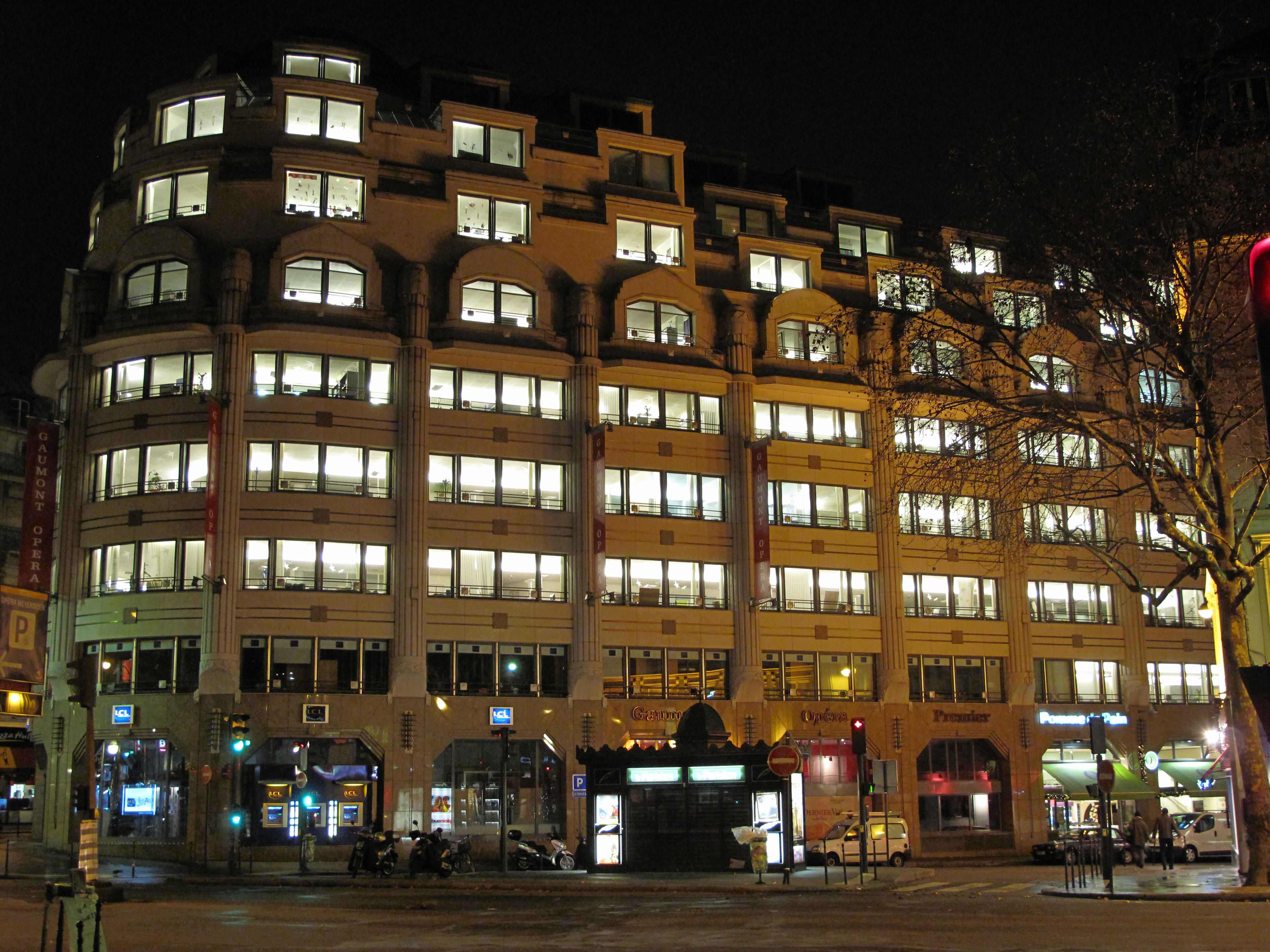
Le palais Berlitz la nuit.